# Indoganžská nížina

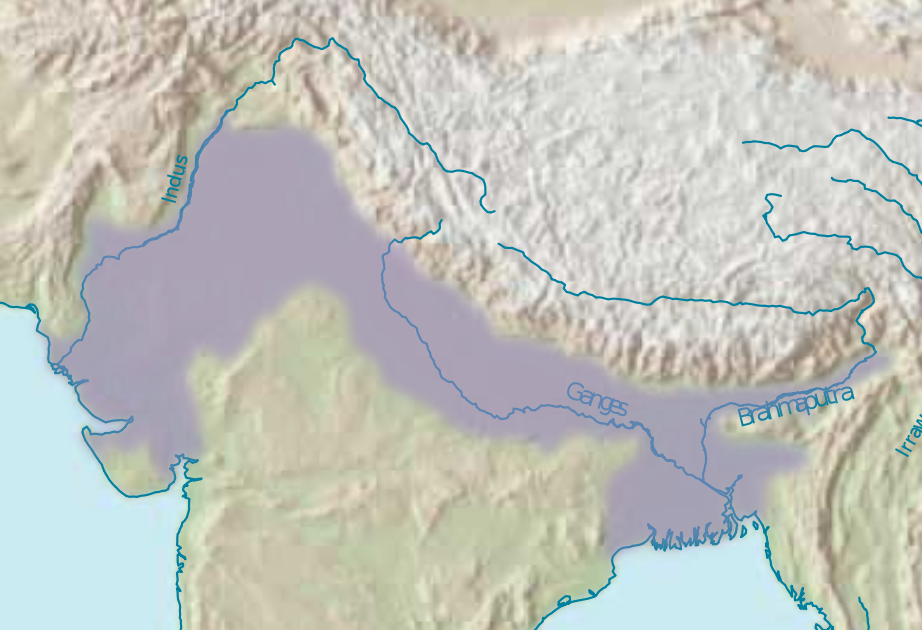
Schematická mapa Indoganžské nížiny

Indoganžská nížina (hindsky गंगा और सिन्धु के मैदान, Gangá aura Sindhu ké maidán, urdsky سندھ و گنگ کا میدان, Sindhu wa Ganga kā maydān, bengálsky সিন্ধু-গাঙ্গেয় সমভূমি, Sindhu-Gáŋgéĵa samabhúmi, anglicky Indo-Gangetic Plain) je rozsáhlá deprese oddělující Himálaj od geologicky starých částí Indie v místech, kde se indická deska nasouvá pod asijskou. Název dostala podle dvou velkých řek, které ji odvodňují, Indu (Sindhu) a Gangy (Gangá).